# Lida Barrett
Lida Kittrell Barrett (Houston, 21 de maio de 1927 – Knoxville, 28 de janeiro de 2021) foi uma matemática estadunidense.

## Vida
Obteve os graus de bacharelado, mestrado e doutorado em matemática na Universidade Rice, Universidade do Texas em Austin e Universidade da Pensilvânia, respectivamente.

## Carreira
Lecionou brevemente na Texas State College for Women em Denton, Texas.

## Honrarias e prêmios
De 1979 a 1982 presidiu o Comitê sobre Emprego e Política Educacional da American Mathematical Society. Foi a segunda mulher presidente da Mathematical Association of America. Foi fellow da American Mathematical Society e parte da classe de 2019 de fellows da Association for Women in Mathematics.